# Шестаков, Алексей Сергеевич
Алексе́й Серге́евич Шестако́в (19 декабря 1923, село Дедовка, Воронежская губерния — 17 января 1945, Литовская ССР) — командир миномётного расчёта 120-мм миномёта 61-го гвардейского стрелкового полка гвардии старший сержант — на момент представления к награждению орденом Славы 1-й степени.

## Биография
Родился 19 декабря 1923 года в селе Дедовка (ныне — Петропавловского района Воронежской области). Окончил 7 классов. Трудился в колхозе.
В августе 1941 года был призван в Красную Армию Петропавловским райвоенкоматом. С ноября 1941 года участвовал в боях с захватчиками на Западном, 3-м Белорусском фронтах. К лету 1944 года гвардии младший сержант Шестаков стал командиром миномётного расчёта 61-го гвардейского стрелкового полка 19-й гвардейской стрелковой дивизии.
23-26 июня 1944 года северо-восточнее города Витебск гвардии младший сержант Шестаков при отражении контратаки противника уничтожил 2 огневые точки, чем обеспечил успех наших пехотных подразделений. При отражении очередной контратаки миномётный расчёт уничтожил 6 автомашин и 8 повозок с военными грузами, рассеял и частично истребил до взвода пехоты. После того, как кончились боеприпасы к миномету, совместно со своим расчётом отражал атаку ружейным огнём. Лично уничтожил 4 вражеских солдат и 2 взял в плен. Приказом по частям 18-й гвардейской стрелковой дивизии от 2 августа 1944 года гвардии младший сержант Шестаков Алексей Сергеевич награждён орденом Славы 3-й степени.
В октябре 1944 года в ходе наступательных боёв юго-западнее города Расейняй гвардии младший сержант Шестаков с расчётом ликвидировал 4 миномёта, 2 пулемёта, рассеял и уничтожил до двух отделений вражеской пехоты. Приказом по войскам 39-й армии от 26 ноября 1944 года гвардии младший сержант Шестаков Алексей Сергеевич награждён орденом Славы 2-й степени.
13 января 1945 года при прорыве вражеской обороны северо-восточнее населённого пункта Пилькаллен гвардии старший сержант Шестаков с бойцами подавил 3 пулемётные точки. Когда враг обошёл с тыла и пытался захватить расчёт, миномётчики отбили атаку, уничтожив более 10 противников, и 3 взяли в плен. 20 января точным огнём было разбито две повозки с военными грузами. За эти бои командиром полка был представлен к награждению орденом Славы 1-й степени.
Погиб в бою 17 января 1945 года в Литве.
Указом Президиума Верховного Совета СССР от 19 апреля 1945 года гвардии старший сержант Шестаков Алексей Сергеевич награждён орденом Славы 1-й степени. Стал полным кавалером ордена Славы.
Более 20 лет родные считали его пропавшим без вести. Только в 1965 году пришло известие от школьных следопытов из Литвы.
Награждён орденами Славы 1-й, 2-й и 3-й степеней.